# Antioh III. Veliki
Antioh III. Veliki (antično grško Ἀντίoχoς Μέγας, Antíohos Mégas), šesti vladar Selevkidskega cesarstva, ki je vladal v od leta 223 do 187 pr. n. št., * okoli leta 241 pr. n. št., Suza, Perzija, † 187 pr. n. št., Suza, Perzija.
Na prestol je prišel kot osemnajstleten mladenič po smrti svojega brata Selevka III. Kerauna. Njegovi prvi vojni pohodi proti Ptolemajskemu kraljestvu so bili neuspešni, v naslednjih letih pa je izbojeval več pomembnih zmag in zanje dobil nadimek "Veliki". Privzel je tudi naslov "Basileus Megas" (veliki kralj), ki je bil sicer tradicionalen naslov perzijskih kraljev.
Sam sebe je razglasil  za "zmagovalca grške svobode nad rimsko nadvlado" in se jeseni leta 192 pr. n. št. v celinski Grčiji zapletel v vojno z Rimsko republiko, v kateri je bil poražen.

## Življenjepis

### Prihod na prestol in zgodnja kariera
Antioh III. je bil član grško-makedonske Selevkidske dinastije. Bil je sin kralja Selevka II. Kalinika in Laodike II., rojen leta 241 pr. n. št. pri Susi v Iranu.  Na selevkidskem prestolu je nasledil svojega brata Selevka III. Kerauna.
Nasledil je neorganizirano državo, od katere se je na zahodu odcepila Mala Azija, na vzhodu pa Baktrija, v kateri je vladal Grk Diodot Baktrijski, in Partija, v kateri so vladali nomadski Arsakidi. Kmalu po prihodu na prestol sta se uprli tudi satrapiji Medija in Fars, v katerih sta vladala brata Molon oziroma Aleksander.  
Mladi kralj, ki je bil pod pogubnim vplivom ministra Hermeja, je namesto upornikov napadel Ptolemejsko Sirijo in doživel popoln polom. Podobna usoda je doletela tudi generala, katera je poslal proti Molonu in Aleksandru. Edini vojaški uspeh je doživel v Mali Aziji, kjer je generala Aheja prisilil k umiku na stare meje cesarstva. 
Leta 221 se je končno obrnil proti vzhodu in zadušil Molonov in Aleksandrov upor. Polibij njegov uspeh delno pripisuje temu, da je upošteval nasvete generala Zevksisa in ne ministra Hermeja. Sledila je pokoritev Spodnje Medije, ki je na čelu s knezom Artabazanom Medijskim razglasila svojo neodvisnost. Antioh se je zatem znebil ministra Hermeja, tako da ga je ubil, in se leta 220 pr. n. št. vrnil v Sirijo. Medtem se je na zahodu ponovno uprl Ahej in se razglasil za kralja Male Azije. Ker Antiohova vojska ni bila dovolj močna za napad nanj, se je Antioh ponovno obrnil proti ptolemejski Siriji.  

### Vojne proti drugim grškim vladarjem
Antioh je v vojnih pohodih leta 219 in 218 pr. n. št. prišel skoraj do meje Ptolemajskega kraljestva, potem pa je ga leta 217 pr. n. št. v bitki pri Rafiji premagal Ptolemaj IV..  Poraz je izničil vse njegove prejšnje vojaške dosežke in ga prisilil k umiku severno od Libanona.
Leta 216 pr. n. št. je Antiohova vojska odšla v zahodno Malo Azijo, da bi zadušila lokalni upor Antiohovega bratranca Aheja in ga leta 214 pr. n. št. pregnala v Sarde. Aheja so zatem ujeli in usmrtili. Mestna citadela v Sardesu se je pod poveljstvom Ahejeve vdove Laodike upirala vse do leta 213 pr. n. št. in se nato vdala.
Ko je Antioh III. ponovno osvojil srednjo Malo Azijo, v kateri je moral po sili pustiti na oblasti vladarje v Pergamonu, Bitiniji in Kapadokiji, se je obrnil proti vzhodu. Leta 212 pr. n. št. je prisilil Kserksa Armenskega, da je priznal njegovo nadoblast in leta 209 pr. n. št. napadel Partijo. Zasedel je njeno prestolnico Hekatompil in začel prodirati proti Hikarniji. Partski kralj Arsak II. ga je zaprosil za mir in ga tudi dosegel.

### Pohod v Baktrijo in Indijo
Leta 209 pr. n. št. je Antioh vdrl v Baktrijo, kjer je prejšnjega upornika izpodrinil  grško-baktrijski kralj Evtidem I.. Antioh je bil tudi tokrat  uspešen. V bitki pri Ariju je porazil Evtidema, ki se je po porazu umaknil v svojo prestolnico Baktro (Balh). Po dolgem  obleganju Balha je dosegel časten mir in Antiohovo obljubo, da bo dal Evtidemovemu sinu Demetriju za ženo eno od svojih hčera.
Antioh je nato po zgledu na Aleksandra Velikega po dolini Kabul odšel do kraljestva indijskega kralja Sofagasena in se nato 206/205 pr. n. št. preko Sistana in Kermana leta vrnil na zahod.

### Perzija in Kelesirija
Iz Selevkije na Tigrisu je odšel na kratek pohod proti Gerhi na arabski obali Perzijskega zaliva. Izgleda, da mu je uspelo v celoti obnoviti selevkidsko oblast na vzhodu, zato je dobil naslov Veliki (Antiohos Megas). 
Ko je leta 205/204 pr. n. št. egiptovski prestol nasledil mladoletni Ptolemaj V. Epifan, naj bi Antioh sklenil  tajni sporazum  s Filipom V. Makedonskim o delitvi ptolemejskih posesti. Po tem dogovoru bi Makedonci dobili egiptovske posesti ob Egejskem morju in v Kireni, Antioh pa Ciper in Egipt.
Antioh je ponovno napadel ptolemejski provinci Kelesirijo in Fenicijo in ju zasedel, potem pa ga je leta  199 pr. n. št. od tam pregnal Ptolemejev general Skopas. Skopasova zasedba je bila kratkotrajna, ker ga je Antioh že naslednje leto porazil v bitki pri Paniju. Poraz je označil konec ptolemejske vladavine v Judeji.

### Vojna z Rimom in smrt
Po zmagi je malo po morju malo po kopnem odšel v Malo Azijo, da bi zavaroval mesta v ptolemejskih  čezmorskih posestih in neodvisna grška mesta. Njegov poseg je sprožil nasprotovanje Rimske republike, ker sta se ji pritožili mesti  Smirna in Lampsak na zahodni maloazijski obali. Napetost je še narasla po Antiohovi vzpostavitvi oporišča v Trakiji leta 196 pr. n. št.. Umik Rimljanov iz Grčije zaradi vojne s Kartažani je dala Antiohu priložnost za napad. 
Leta 192 pr. n. št. je z 10.000 možmi napadel Grčijo, kjer je bil izvoljen za vrhovnega poveljnika Etolske zveze. Rimljani pod poveljstvom konzula Manija Acilija Glabrija so že naslednje leto v bitki pri Termopilah popolnoma uničili njegovo vojsko in ga prisilili k umiku v Malo Azijo. Po zmagi so mu sledili v Malo Azijo in leta 190 pr. n. št. pod poveljstvom Lucija Kornelija Scipija ponovno odločilno zmagali v bitki pri Magneziji. Po porazu v pomorski bitki pred Sido je Rimljanom v roke padla cela Mala Azija.
Antioh III. je moral po določilih mirovne pogodbe, podpisane v Apameji leta 188 pr. n. št., Rimljanom prepustiti vse ozemlje severno od Taurusa, katero je Rimska republika razdelila svojim lokalnim zaveznikom. Po rimskem udaru na selevkidsko državo so obmejne province cesarstva ponovno razglasile svojo neodvisnost. Antioh se je odpravil na nov vojni pohod proti vzhodu, kjer je med plenjenjem Baalovega templja v  Elymaïsu v Perziji leta 187 pr. n. št. umrl.

## Družina
Antioh III. se je leta 222 pr. n. št. poročil s svojo sestrično, princeso Laodiko Pontsko, hčerko kralja Mitridata II. Pontskega in Laodike Selevkidske. Z njo je imel tri sinove in pet hčera.
- Antioh (222-193 pr. n. št.), očetov prvi naslednik in od leta 210-193 pr. n. št. njegov sovladar
- Selevk IV. Filopator (okoli 220-175 pr. n. št.), Antiohov drugi naslednik
- Ardis
- neimenovana hčerka, ki je bila okoli leta 206 pr. n. št. zaročena z Demetrijem I. Baktrijskim
- Laodika IV., poročena z vsemi tremi svojimi brati; v drugem in tretjem zakonu je bila kraljica Selevkidskega cesarstva
- Kleopatra I. Sira (okoli 204-176 pr. n. št.), leta 193 pr. n. št. poročena s Ptolemejem V. Epifanom Egiptovskim
- Antiohis, leta 194 pr. n. št. poročena s kraljem Arijatom IV. Kapadokijskim
- Mitridat (215-164 pr. n. št.), ki je leta 175 pr. n. št. kot Antioh IV. Epifan nasledil svojega brata Selevka IV. Filopatorja

Laodika III. je umrla okoli leta 191 pr. n. št.. Antioh III. se je še istega leta poročil z Evbojo Halkidiško, s katero ni imel otrok.